# Fojahonungsfågel
Fojahonungsfågel (Melipotes carolae) är en fågel i familjen honungsfåglar inom ordningen tättingar.

## Utbredning och systematik
Fågeln förekommer enbart i Fojabergen på västra Nya Guinea. Arten upptäcktes så sent som 2005 och beskrevs 2007. Den behandlas som monotypisk, det vill säga att den inte delas in i några underarter.

## Status
Arten har ett begränsat utbredningsområde, men beståndet anses vara stabilt. IUCN kategoriserar den som livskraftig.